# Rio Fărcaşa
O Rio Fărcaşa é um rio da Romênia, afluente do Bistriţa, localizado no distrito de Neamţ.